# Incilius porteri
Incilius porteri es una especie de anfibio anuro de la familia Bufonidae.

## Distribución geográfica
Esta especie es endémica de Honduras. Habita en los departamentos de Comayagua, Francisco Morazán y La Paz entre los 1584 y 2100 m de altitud en las montañas de Comayagua.

## Descripción
Los machos miden hasta 59.9 mm y las hembras hasta 76.2 mm.

## Etimología
Esta especie lleva el nombre en honor a Kenneth R. Porter.

## Publicación original
- Mendelson, Williams, Sheil & Mulcahy, 2005 : Systematics of the Bufo coccifer complex (Anura: Bufonidae) of Mesoamerica. Scientific Papers, University of Kansas Natural History Museum, vol. 38, p. 1–27[5]